# Ischnomera
Ischnomera es un género de coleóptero de la familia Oedemeridae. En Europa habitan las especies I. sanguinicollis, I. caerulea, I. cyanea e I. xanthoderes, estando la última bien representada en la península ibérica. En general, estas especies habitan bosques caducifolios.

## Especies
Las especies de este género son:
- Ischnomera apicipennis
- Ischnomera atricolor
- Ischnomera auripilis
- Ischnomera bajsunensis
- Ischnomera besucheti
- Ischnomera cinerascens
- Ischnomera dalatensis
- Ischnomera danilevskiji
- Ischnomera discolor
- Ischnomera dzhungarica
- Ischnomera erdemliensis
- Ischnomera excavata
- Ischnomera fuscipennis
- Ischnomera girardi
- Ischnomera graeca
- Ischnomera griseicornis
- Ischnomera holzschuhi
- Ischnomera incostata
- Ischnomera jezeki
- Ischnomera klapperichi
- Ischnomera konoi
- Ischnomera kopetzi
- Ischnomera licenti
- Ischnomera maceki
- Ischnomera malleri
- Ischnomera nigra
- Ischnomera obliterate
- Ischnomera okushimai
- Ischnomera persica
- Ischnomera puncticollis
- Ischnomera ruficollis
- Ischnomera similis
- Ischnomera subrugosa
- Ischnomera sveci
- Ischnomera taiwana
- Ischnomera viator